# Kosode

Confronto tra un kosode (sinistra) e un kimono (destra).

Parti di un kosode.

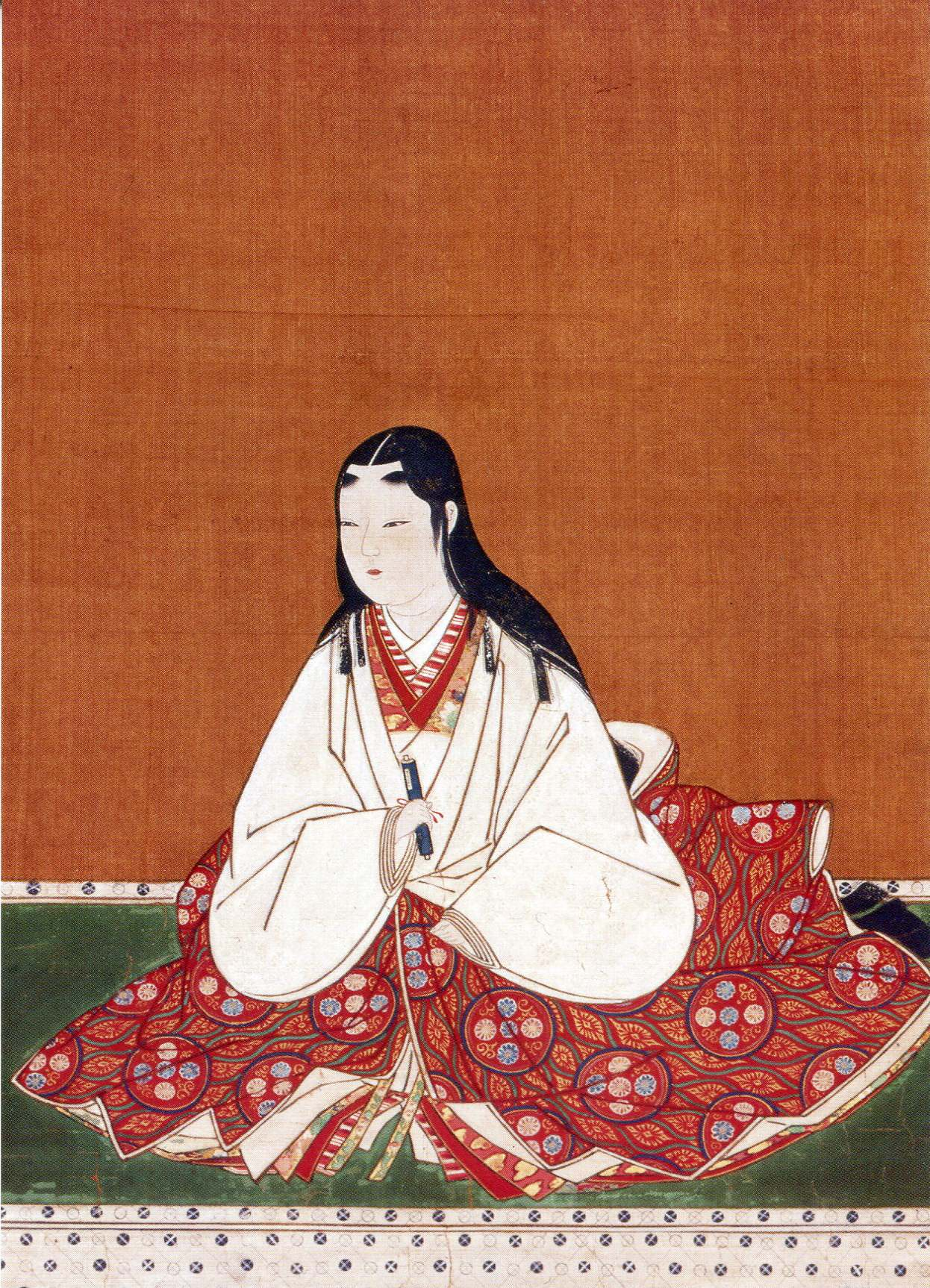
Oichi che indossa un kosode con un uchikake avvolto intorno alla vita.

Il kosode (小袖?) è un indumento tradizionale giapponese, costituito da una veste dalle linee essenziali, sia maschile che femminile. Indossata sia come sottoveste sia come sopraveste, è ciò che si associa in genere al termine molto più ampio di kimono. Il significato letterale del termine kosode è "piccola manica", che si riferisce all'apertura della manica.
I kosode sono a forma di T, hanno una taglia più comoda del kimono e sono disponibili in varie lunghezze. I kosode si indossano con un'obi, che è notevolmente più piccola di quella del kimono moderno. Spesso sono indossati con una hakama (gonna pieghettata, divisa) per gli uomini o con una naga-bakama (una hakama molto lunga) per le donne, come quella portata dalle miko.
Alla fine del XIV secolo il kosode si evolse e sostituì il tradizionale hirosode, una veste a molti strati, priva di linee. Nel corso del tempo il kosode si sviluppò gradualmente in un'ampia varietà di stili, disegni e tessuti.

## Parti di unkosode
- Sode (袖?)  - maniche
- Eri (襟?) - colletto
- Migoro (身頃?) - pannelli sul corpo
- Okumi (袵?) - pannelli sovrapposti